# Lista de membros da Academia Nacional de Ciências dos Estados Unidos (ciências animal, nutricional e microbial aplicada)
Esta lista é uma subseção da lista de membros da Academia Nacional de Ciências dos Estados Unidos, que inclui aproximadamente 2000 membros e 350 associados estrangeiros da Academia Nacional de Ciências dos Estados Unidos, cada um dos quais sendo afiliado a uma das 31 seções disciplinares. São dados o nome, instituição primária e ano da seleção. Esta lista não inclui membros falecidos.

## Ciências animal, nutricional e microbial aplicada
| Perry Adkisson      | Texas A&M University                                                       | 1979 |
| Leif Andersson      | Universidade de Uppsala                                                    | 2012 |
| Leif Andersson      | Universidade de Uppsala                                                    | 2012 |
| Ransom Baldwin      | University of California, Davis                                            | 1993 |
| Dale Bauman         | Universidade Cornell                                                       | 1988 |
| Barry Beaty         | Universidade do Estado do Colorado                                         | 2001 |
| William Bowers      | Universidade do Arizona                                                    | 1994 |
| Ricardo Bressani    | Universidad del Valle de Guatemala                                         | 1978 |
| William C. Campbell | Drew University                                                            | 2002 |
| John Casida         | Universidade da Califórnia em Berkeley                                     | 1991 |
| Robert Cousins      | Universidade da Flórida                                                    | 2000 |
| Roy Curtiss         | Universidade do Estado do Arizona                                          | 2001 |
| Arnold Demain       | Drew University                                                            | 1994 |
| David Denlinger     | Universidade do Estado de Ohio                                             | 2004 |
| Roy Doi             | University of California, Davis                                            | 2006 |
| Jitender Dubey      | Departamento de Agricultura dos Estados Unidos                             | 2010 |
| John Eppig          | The Jackson Laboratory                                                     | 2011 |
| Neal First          | Universidade do Wisconsin-Madison                                          | 1989 |
| Pamela Fraker       | Michigan State University                                                  | 2007 |
| Fred Gould          | Universidade Estadual da Carolina do Norte                                 | 2011 |
| Jack Gorski         | Universidade do Wisconsin-Madison                                          | 1993 |
| John Halver         | Universidade de Washington                                                 | 1978 |
| Bruce Hammock       | University of California, Davis                                            | 1999 |
| Caroline Harwood    | Universidade de Washington                                                 | 2009 |
| D. Mark Hegsted (d) | Universidade Harvard                                                       | 1973 |
| Janet Hemingway     | Liverpool School of Tropical Medicine                                      | 2010 |
| Hans Herren         | Millennium Institute                                                       | 1998 |
| John Hildebrand     | Universidade do Arizona                                                    | 2007 |
| Ralph Holman        | University of Minnesota, Minneapolis                                       | 1981 |
| Lonnie Ingram       | Universidade da Flórida                                                    | 2001 |
| Anthony James       | University of California, Irvine                                           | 2006 |
| John H. Law         | Universidade da Geórgia                                                    | 1992 |
| Janice Miller       | Departamento de Agricultura dos Estados Unidos                             | 1999 |
| Harley Moon         | Iowa State University                                                      | 1991 |
| Satoshi Omura       | Kitasato Institute                                                         | 1999 |
| E. J. Polge         | Universidade de Cambridge                                                  | 1997 |
| R. Michael Roberts  | University of Missouri                                                     | 1996 |
| Wendell Roelofs     | Universidade Cornell                                                       | 1985 |
| A. Catharine Ross   | Universidade Estadual da Pensilvânia                                       | 2003 |
| Linda Saif          | Universidade do Estado de Ohio                                             | 2003 |
| Nevin Scrimshaw     | Universidade das Nações Unidas                                             | 1971 |
| George Seidel       | Universidade do Estado do Colorado                                         | 1992 |
| Robert Silverstein  | State University of New York College of Environmental Science and Forestry | 2000 |
| Max Summers         | Texas A&M University                                                       | 1989 |
| John Suttie         | Universidade do Wisconsin-Madison                                          | 1996 |
| Andrzej Tarkowski   | Universidade de Varsóvia                                                   | 2003 |
| James Tumlinson     | Universidade Estadual da Pensilvânia                                       | 1997 |
| Aree Valyasevi      | Mahidol University                                                         | 1993 |
| Robert Wasserman    | Universidade Cornell                                                       | 1980 |
| John Waterlow       | Universidade de Londres                                                    | 1992 |
| Ian Wilmut          | Roslin Institute                                                           | 2004 |
| Richard Witter      | Departamento de Agricultura dos Estados Unidos                             | 1998 |
| James Womack        | Texas A&M University                                                       | 1999 |
| H. Boyd Woodruff    | Soil Microbiology Associates                                               | 1998 |
| Ryuzo Yanagimachi   | University of Hawaii at Manoa                                              | 2001 |
| Tilahun Yilma       | University of California, Davis                                            | 2004 |